# 반지의 제왕: 두 개의 탑 (비디오 게임)
반지의 제왕: 두 개의 탑(The Lord of the Rings: The Two Towers)은 플레이스테이션 2와 엑스박스용으로 스톰프론트 스튜디오가 개발한 2002년의 액션 비디오 게임이다. 히프노스 엔터테인먼트가 닌텐도 게임큐브로, JAMDAT가 모바일로 제작했으며, 리추얼 엔터테인먼트에서 마이크로소프트 윈도우 용으로 만들던 중 취소되었다. 이 게임은 모두 일렉트로닉 아츠가 배급했다.
이 게임은 피터 잭슨의 반지의 제왕 삼부작을 각색한 것이기 때문에, J. R. R. 톨킨의 소설과는 관련이 없다. 이는 당시 반지의 제왕: 반지 원정대를 배급한 비방디가 톨킨 엔터프라이즈와 협력하여 톨킨 문학 작품의 비디오 게임 각색에 대한 권리를 보유하고 있는 반면 일랙트로닉 아츠는 뉴 라인 시네마 영화의 비디오 게임 각색에 대한 권리를 보유하고 있기 때문이다.
두 개의 탑은 영화의 세트와 장면의 재창조와 일부 전투의 장엄한 범위를 칭찬하는 비평가들과 함께 일반적으로 긍정적인 반응을 받았다. 그러나 일부에서는 게임이 너무 짧고 전투가 지나치게 반복적이라는 비판을 받기도 하였다. 이 게임은 재정적으로 성공하여 거의 400만 개가 팔렸고 100만 개가 조금 넘게 팔린 비방디 게임스의 반지 원정대 게임보다 많이 팔렸다.

## 게임플레이

게임의 플레이스테이션 2 버전을 아라고른으로 플레이 하는 장면이다. 왼쪽 하단의 조명 미터는 플레이어가 현재 "완벽한 모드"에 있음을 나타낸다.

두 개의 탑은 3인칭 시점에서 플레이되는, 핵 앤드 슬래시 액션 비디오 게임이다. 이 게임은 반지의 제왕: 반지 원정대나 반지의 제왕: 두 개의 탑에서 가져오거나 영화와 밀접한 관련이 있는 레벨을 제공한다. 대부분의 게임에서 플레이어는 아라고른, 김리, 레골라스로 자유롭게 플레이 할 수 있지만, 오프닝의 아몬 술에서는 아라고른으로만 플레이 할 수 있다. 이실두르는 또한 최후의 동맹 전투동안 튜토리얼 레벨에서 플레이가 가능하다. 그 외의 모든 후속 레벨은 세 캐릭터 중 하나로 플레이할 수 있으며, 종종 플레이어 캐릭터로 선택되지 않은 두 캐릭터가 지원 NPC로 나타난다. 세 캐릭터 모두로 게임을 완료하면 플레이어는 이실두르로 모든 레벨을 플레이할 수 있다. 등각 투영 3/4 하향식 보기에서 재생되는 게임보이 어드밴스 버전에서 재생 가능한 캐릭터는 아라고른, 레골라스, 간달프, 프로도 및 에오윈이며, 플레이어가 게임을 완료하면 김리를 잠금 해제할 수 있는 캐릭터로 사용할 수 있다.
세 캐릭터 모두 무기와 콤보가 다르지만 기본적인 전투 스타일은 동일하고, 각 캐릭터는 피해를 최소화하고 쉽게 막을 수 있는 빠른 공격과 더 많은 피해를 주지만 더 느리고 플레이어를 공격에 취약하게 만드는 맹렬한 공격을 가지고 있다. 각 캐릭터는 또한 원거리 공격, "킬링 무브"(다운된 적을 즉시 죽이는 데 사용할 수 있음), 패리(적의 공격을 튕겨낼 수 있음), 넉백(근처의 적을 밀어냄), 점프 백(플레이어 캐릭터가 적으로부터 뒤로 점프하는 방식)과 파괴적인 공격(충전된 맹렬한 공격)이 있다. 이 플레이들은 후속작인 반지의 제왕: 왕의 귀환과 게임 플레이가 매우 유사하다. 콤보는 전투에서 중요한 부분이며 각 캐릭터는 고유한 콤보 목록에 액세스할 수 있으며 특정 버튼을 함께 눌러 얻을 수 있으며, 각 캐릭터는 특정 유형의 전투에 더 능숙하다. 아라고른은 최고의 근접 전사이고 레골라스는 원거리 전투에서 더 우수하며 김리는 좋은 근접 및 원거리 공격을 가진 균형 잡힌 캐릭터다.
콤보는 물론 체력 증가, 더 강력한 원거리 및 파괴적인 공격은 스킬 업그레이드 화면에서 레벨 사이에 구매해야 한다. 각 레벨에서 플레이어는 적을 파견하는 기술에 따라 지속적으로 등급이 매겨지며, "보통", "좋음", "훌륭함" 및 "완벽함"으로 구분된다. 플레이어가 공격하는 기술이 많을수록 더 많은 경험을 얻으며, 플레이어가 "완벽함" 레벨에 도달하면 모든 공격의 강도가 증가하고 각 처치의 경험치는 두 배로 증가한다. 하지만 완벽한 상태는 짧은 시간 동안만 지속된다. 각 레벨이 끝날 때 플레이어는 자신의 성과에 따라 전체 등급을 받고 새로운 콤보와 더 강력한 공격에 사용할 수 있는 해당 수의 업그레이드 포인트를 받는다. 플레이어가 레벨 동안 더 잘 수행 할수록 더 많은 업그레이드 포인트를 사용할 수 있으며, 특정 업그레이드는 플레이어가 특정 경험 수준에 도달한 후에만 구매할 수 있다.
게임보이 어드밴스 버전에서 각 캐릭터는 15개의 능동 및 수동 기술을 가지고 있으며 플레이어가 경험을 쌓으면서 잠금을 해제하고 업그레이드할 수 있다. 예를 들어 활성 기술 중 하나는 "소환"이다. 간달프는 독수리를, 아라고른은 김리나 레골라스를, 에오윈은 에오메르를 소환하며, 프로도는 샘을 소환한다. 패시브 스킬에는 아라고른이 한 번에 두 개의 검을 휘두르는 능력, 방패로 적을 공격하는 능력, 근처의 적에게 그의 검을 던지는 능력이 포함된다. 레골라스는 퀵드로우 기술과 한 번에 여러 개의 화살을 쏠 수 있는 능력을 얻을 수 있고, 플레이어의 레벨이 올라갈 때마다 힘, 정확성, 건강, 방어 및 용기에 점수를 부여할 수 있다. 또한, 프로도는 절대 반지을 사용하여 투명하게 만드는 능력을 가지고 있지만 사우론의 관심을 끌기 전에 일정 시간 동안만 그렇게 할 수 있다. 이 게임은 또한 게임보이 링크 기능을 통해 협동 멀티플레이를 제공한다.

## 개요

### 배경
이 게임은 절대 반지의 역사를 배경으로 제공된다. 제 2시대 모르고스가 파멸한 후 그의 부하였던 사우론은 절대 반지를 만들어 다른 반지들을 지배해 인간들을 9명의 나즈굴로 만들었다. 나즈굴을 이용해 가운데땅을 정복했지만 이실두르가 사우론의 손가락을 잘라 절대 반지를 얻어 냈지만, 집으로 향하던 도중 오르크들의 공격으로 2,000년간 잃어버린다.
하지만 안두인 대하에서 낚시를 하던 스미골이 절대 반지를 찾아냈고, 악해져서 골룸이 되지만 500년 후, 난쟁이들과 에레보르로 향하고 있던 빌보 배긴스가 골룸을 버린 절대 반지를 주워 모험을 끝낸 후 집인 샤이어에 가져간다. 이후 양자 아들인 프로도가 그 반지를 이어 받았지만 간달프는 이 반지가 2,000년 전 이실두르가 잃어버린 절대 반지임을 확인하고 골룸을 쫓는다.
그러나 골룸은 이미 모르도르에서 사우론에게 절대 반지의 위치를 말한 뒤였고, 나즈굴들이 샤이어를 찾는다는 것까지 아라고른과 간달프는 알아냈다. 간달프는 샤이어에서 브리 마을로 오라고 프로도와 샘에게 말했고, 이후 이 모험에는 피핀와 메리가 함께하게 되었으며, 브리 마을에서 만난 아라고른과 엘론드의 집인 리븐델로 간다.

### 구성
최후의 동맹 전투에서 플레이어가 이실두르를 제어하는 튜토리얼 레벨 후, 이실두르의 후손인 아라고른으로 플레이어로 하는데 엘론드의 리븐델에서 절대 반지를 파괴하기 위한 모험에 반지 원정대인 9명을 요정인 레골라스, 난쟁이인 김리, 그리고 인간인 아라고른과 보로미르, 또 호빗인 프로도와 샘, 메리 그리고 피핀과 마법사인 간달프가 동료를 구성한다.
카라드라스 산을 건너려고 했지만 반지 원정대는 사우론의 방해를 이기지 못하고 난쟁이들의 옛 광산지였던 모리아로 지나가는데 한 괴물의 공격으로 입구가 막히고 이미 이곳은 오크의 공격으로 폐허가 된 상태였다. 출구에 거의 다다랐을 때 발록과 간달프가 맞써 사우는데 둘 다 크하잣둠의 다리 아래로 떨어지며 간달프는 자신을 희생한다.
아라고른이 반지 원정대를 이끌었지만 사루만의 공격으로 인해 프로도와 샘은 먼저 도망치고, 피핀과 메리는 사루만의 군대인 우루크하이들에게 산채로 끌려간다. 아라고른과 레골라스, 김리는 그들의 뒤를 쫓던 중 부활한 간달프를 만나게 되고, 로한으로 가 로한의 모든 사람들을 헬름 협곡으로 이끈다.
사루만의 10,000여명의 우루크하이 군대가 헬름 협곡으로 쳐들어 온 후, 게임은 끝난다.

## 개발
"아마도 이 게임의 개발에 착수했을 때 가장 큰 문제점은 역사상 가장 사랑받는 문학 작품을 영화로 각색한 피터 잭슨 감독이 영화에서 보여주었던 것처럼 게임도 대화형 방식을 만들어야 한다는 것이었다."— 스콧 에반스, 개발자

비디오 게임 반지의 제왕: 두 개의 탑은 2000년 2월에 개발이 시작되었는데, 이후 2001년 영화 반지의 제왕: 반지 원정대가 개봉될 때 일렉트로닉 아츠는 이 게임의 핵심적인 계획을 세우고 있었다. 뉴 라인 시네마가 일렉트로닉 아츠에게 이야기, 컨셉 등을 보냈고, 2001년 6월, 스톰프론트 스튜디오와 일렉트로닉 아츠는 개발에 착수했으며, 직접 영화의 촬영장을 살피기 위해 그들은 뉴질랜드로 떠나기도 했다. 개발자들이 뉴질랜드에 있는 동안 Wētā Workshop, 세트장 등을 방문했고, 2002년 7월에는 영화 제작진들과 연락을 주고 받아 영화와 비슷하게 게임을 제작하려고 했다.
2002년 10월 스콧 에반스는 IGN과의 인터뷰에서 비디오 게임 개발자들이 롤플레잉 게임이 아닌 액션 게임을 만들기로 결정한 이유를 아래와 같이 주장했다.
| “ | 우리의 핵심 디자인 목표는 플레이어를 가운데땅 세계에 몰입시키고 플레이어들이 영화에서 가장 기억에 남았던 순간들을 다시 경험할 수 있도록 하는 것이었다. 우리들은 플레이어에게 그러한 것들을 전달하는 데에는 액션 게임이 가장 적당하다는 것을 이미 알고 있었다. | ” |
|   | — 스콧 에반스 |   |

## 평가
두 개의 탑은 모든 시스템에서 호의적인 평가를 받았다. 메타크리틱은 이 게임의 게임보이 어드밴스 버전에 100점만점에 78점을 주었고, 엑스박스 버전에는 79점을 주었다.
게임 인포머의 매튜 카토는 플레이스테이션 2버전에 10점만점에 9.25점을 주었고, 게임플레이에 대해 "크리의 표식 게임만큼 빠르고 격렬하지만 아무런 생각도 하지 않는다."라고 말했다. IGN의 더글러스 C. 페리는 이 게임에 10점만점에 8.3점을 주었다. 그는 게임의 길이에 대해 비판적이었지만, "그 자체의 장점을 가진 게임으로서 두 개의 탑은 확실히 소유할 가치가 있는 견고한 게임이다."라고 말했다. 게임스팟의 라이언 맥도날드는 이 게임에 10점만점에 8.1점을 주었다. 그도 게임의 길이에 대해 비판적이었지만, "내일이 없는 것처럼 싸워야 하는 훌륭한 게임 플레이 시스템을 갖춘 전통적인 액션 게임"이라고 말하였다.
게임스파이의 벤자민 터너는 두 개의 탑에 5점만점에 3.5점을 주었다. 그는 FMV 영상에 비판적인 태도를 보였지만, "두 개의 탑은 지금까지 플레이할 수 있는 최고의 액션 게임은 아니지만 반지의 제왕을 기반으로 한 최고의 액션 게임이다. 게임 방법을 찾는 팬들을 위해 그들이 가장 좋아하는 책이나 영화, 이것이 현재로서는 최고의 선택이다."이라고 칭찬을 보냈다. 유로게이머의 크리스틴 리드는 10점만점에 7점을 주고 "이러한 재창조된 장면의 품질은 최첨단 렌더링보다 낮은 일부 덕분에 항상 가능한 한 좋지 않습니다. 그렇지만 여전히 새로운 장면을 소개하는 좋은 방법입니다."라고 말했다. 그 역시 게임이 너무 짧다고 비판을 보냈지만 그는 "DVD 엑스트라"가 레벨 진행과 연결되어 있다고 칭찬하였고, "그것이 지속되는 동안 재미있지만 상대적으로 적은 기술을 필요로 한다"고 결론지었다.
플레이스테이션 2 버전은 비디오 게임 이외의 출판물에서도 주목을 받았다. 예를 들어, 신시내티 인콰이어러의 마크 살츠만은 5점 만점에 4.5점을 주며, "특히 논스톱 액션을 즐기는 플레이어에게 적합하며 영화가 설정한 기대에 부응하는 확실한 선택"이라고 말했다. 엔터테인먼트 위클리의 제프 키글리는 게임에 B+를 주었으며, "착용하기보다는 소스 자료와 함께 작동하는 게임"이라고 평가했다. 맥심의 알렉스 포터는 10점 만점에 6점을 주고 "그래픽과 사운드가 잘 렌더링 되지만 플레이어는 반복적인 찌르기와 패링에 지루할 것이다"라고 말했다.
게임스파이의 윌리엄 캐시디는 게임보이 어드밴스 버전에 5점만점에 4.5점을 주었고, 그래픽, 사운드, 전투 시스템 및 제어 가능한 캐릭터 간의 차별화를 칭찬했지만 "때때로 무의미한 방향의 양"에 불만을 가졌다. IGN의 크레이그 해리스는 협동 모드를 칭찬하면서 10점 만점에 8점을 주면서 "두 개의 탑은 "지루함"과는 거리가 멀지만 힉 앤드 슬래시 게임 디자인에서 약간 반복적이다."라고 결론지었다. 게임스팟의 프랭크 프로보는 10점 만점에 7.5점을 주며, "가운데땅을 돌아다니며 오크와 고블린을 죽이는 것은 놀라울 정도로 재밌다."라고 말했다.
게임 인포머의 저스틴 리퍼는 엑스박스 버전에 10점 만점 9.25점을 주었고, "굉장한 게임 그래픽이 뛰어나고 실시간과 FMV 컷신 간의 원활한 통합이 여러분의 숨을 멎게 할 것이다."라고 평가했다. 게임스팟의 라이언 맥도날드는 엑스박스와 닌텐도 게임큐브에 10점 만점에 8점을 주었으며, "훌륭한 게임 플레이 메커니즘, 놀라운 비주얼 및 많은 추가 기능을 특징으로 하는 전통적인 핵 앤 슬래시 액션 게임"이라고 말했다. IGN의 힐러리 골드스틴은 10점 만점에 7.6점을 주며, "두 개의 탑는 재미있지만 실제로 더 나은 액션 게임 중 하나는 아니다. 새로운 기능은 없으며 경험을 방해하는 많은 문제가 있다."라고 말했다. 그는 게임의 표적 시스템, 카메라, 각 레벨의 엄격한 선형성 및 AI 제어 동맹국에 명령을 내릴 수 없다는 점에 대해 비판적이었다. 그는 또한 "엑스박스 버전은 플레이스테이션 2에서 발견된 선명하고 놀라운 품질보다 열등하다. 많은 텍스처 문제, 빈약한 대비 및 플레이스테이션 2에서 발견된 것보다 덜 세부적인 것이 있다. 이는 출시될 게임에 허용되지 않는다."라고 말했다. 게임스파이의 데이비드 호지슨은 5점 만점에 3점을 주었다.
게임 인포머의 메튜 카토는 10점 만점에 9.25점을 주며, "매우 좋은 영화 기반 게임을 만드는 방법에 대한 청사진"이라고 불렀다. IGN의 더글러스 C. 페리는 10점 만점에 8점을 주고, 플레이스테이션 2 및 엑스박스에 대해 "텍스처가 훨씬 더 깨끗하고 거친 가장자리가 모두 매끄럽고 입자 조명 효과가 이전보다 약간 더 빛난다."라고 말했다. 게임스파이의 데이비드 호지슨은 3점 만점에 3점을 주었다. 그는 게임의 길이에 비판적이었고, "게임의 닌텐도 게임큐브 버전을 기다리는 추가 2개월을 통해 일렉트로닉 아츠는 가끔 문제가 되는 양궁 조준을 수정하고 프레임 속도를 30에서 늘리고 캐릭터와 적에게 폴리곤을 추가하고 물 반사를 조정하여 실제로 현실적이게 새로 만든 것이 보이는가? 그렇다면 일렉트로닉 아츠는 샤이어의 호빗 전체보다 더 많은 대마초를 피우고 있는 것이다. 말 그대로 엑스박스와 플레이스테이션 2 제품 사이에는 차이가 없다."라고 크게 비판했다.

## 판매 및 수상
두 개의 탑은 거의 400만장이 팔려 상업적인 성공을 이루었으며, 이는 100만 개를 조금 넘긴 비방디의 반지 원정대보다 훨씬 많이 팔렸다. 두 개의 탑은 상당히 좋은 평가를 받았다. 2006년 7월까지 두 개의 탑의 플레이스테이션 2 버전은 미국에서 100만장 이상 팔렸고, 6500만 달러를 벌어들었다. 넥스트 제너레이션은 2000년 1월에서 2006년 7월 사이에 플레이스테이션 2, 엑스박스와 닌텐도 게임큐브 용으로 출시된 해당 국가에서 28번째로 많이 팔린 게임으로 선정했다.
플레이스테이션 2는 ELSPA(Entertainment and Leisure Software Publishers Association, 엔터테인먼트와 레저 소프트웨어 배급사 협회)로부터 "더블 플레티늄" 판매상을 받았으며, 이는 영국에서 60만장의 판매고를 나타낸다. 또 플레이스테이션 2 버전은 인터랙티브 예술 및 과학 아카데미에서 "비주얼 엔지니어링에서 뛰어난 일"이라는 상을 받았다. 게임스팟은 2003년 1월 두 개의 탑을 두 번째로 좋은 액스박스 게임으로, 두 번째로 좋은 닌텐도 게임큐브 게임으로 선정했다.